# Lista de episódios de Riverdale
A seguir se apresenta a lista de episódios de Riverdale, uma série de televisão na qual apresenta uma pequena cidade chamada Riverdale, que muda drasticamente após o misterioso assassinato de um adolescente. Riverdale é uma série de drama adolescente e mistério transmitida no canal de televisão The CW nos Estados Unidos. Desenvolvida por Roberto Aguirre-Sacasa, a série mostra a vida de alguns adolescentes após uma tragédia que atinge todos de uma maneira inesperada. O elenco principal da série é constituído por diversos atores. Eles são: KJ Apa, Lili Reinhart, Camila Mendes, Cole Sprouse, Marisol Nichols, Madelaine Petsch, Ashleigh Murray, Mädchen Amick e Luke Perry, que respectivamente interpretam Archibald "Archie" Andrews, Elizabeth "Betty" Cooper, Veronica Lodge, Forsythe "Jughead" Jones III, Hermione Lodge, Cheryl Blossom, Josephine "Josie" McCoy, Alice Cooper e Frederick "Fred" Andrews.
O primeiro episódio, "Chapter One: The River's Edge", foi emitido na noite de 26 de janeiro de 2017 e foi assistido por 1.38 milhões de telespectadores, um número razoável para uma estreia de série. Os episódios seguintes também não decepcionaram a nível de audiência. Um dos fatores que deram um ótimo reconhecimento para a série foi a ampla aclamação pela crítica especialista, uma vez que recebeu a avaliação de 68/100 do site agregador de arte Metacritic.

## Resumo
| Temporada | Temporada | Episódios | Episódios | Originalmente exibido  | Originalmente exibido | Audiência | Audiência                               |
| Temporada | Temporada | Episódios | Episódios | Estreia da temporada   | Final da temporada    | Rank      | Média audiência (milhões incluindo DVR) |
| --------- | --------- | --------- | --------- | ---------------------- | --------------------- | --------- | --------------------------------------- |
|           | 1         | 13        | 13        | 26 de janeiro de 2017  | 11 de maio de 2017    | 154       | 1.69                                    |
|           | 2         | 22        | 22        | 11 de outubro de 2017  | 16 de maio de 2018    | 173       | 2.12                                    |
|           | 3         | 22        | 22        | 10 de outubro de 2018  | 15 de maio de 2019    | 166       | 1.74                                    |
|           | 4         | 19        | 19        | 9 de outubro de 2019   | 6 de maio de 2020     | 122       | 1.35                                    |
|           | 5         | 19        | 19        | 20 de janeiro de 2021  | 6 de outubro de 2021  | 145       | 1.01                                    |
|           | 6         | 22        | 22        | 16 de novembro de 2021 | 31 de julho de 2022   | ASA       | ASA                                     |
|           | 7         | 20        | 20        | 29 de março de 2023    | 23 de agosto de 2023  | ASA       | ASA                                     |

## Episódios

### 1.ª temporada (2017)
| N.º na série | N.º na temp. | Título | Dirigido por       | Escrito por                           | Exibição original       | Cód. de produção | Audiência (milhões) |
| ------------ | ------------ | --- | ------------------ | ------------------------------------- | ----------------------- | ---------------- | ------------------- |
| 1            | 1            | "Chapter One: The River's Edge" "(Capítulo Um: A Beira do Rio)" (BR)                                       | Lee Toland Krieger | Roberto Aguirre-Sacasa                | 26 de janeiro de 2017   | T15.10136        | 1.38                |
| 2            | 2            | "Chapter Two: A Touch of Evil" "(Capítulo Dois: Um Toque de Maldade)" (BR)                                 | Lee Toland Krieger | Roberto Aguirre-Sacasa                | 2 de fevereiro de 2017  | T13.20302        | 1.15                |
| 3            | 3            | "Chapter Three: Body Double" "(Capítulo Três: Corpo Duplo)" (BR)                                           | Lee Toland Krieger | Yolonda E. Lawrence                   | 9 de fevereiro de 2017  | T13.20303        | 1.20                |
| 4            | 4            | "Chapter Four: The Last Picture Show" "(Capítulo Quatro: A Revelação da Última Foto)" (BR)                 | Mark Piznarski     | Michael Grassi                        | 16 de fevereiro de 2017 | T13.20304        | 1.14                |
| 5            | 5            | "Chapter Five: Heart of Darkness" "(Capítulo Cinco: Coração da Escuridão)" (BR)                            | Jesse Warn         | Ross Maxwell                          | 23 de fevereiro de 2017 | T13.20305        | 0.98                |
| 6            | 6            | "Chapter Six: Faster, Pussycats! Kill! Kill!" "(Capítulo Seis: Mais Rápido, Gatinhas! Matem! Matem!)" (BR) | Steven A. Adelson  | Tessa Leigh Williams & Nicholas Zwart | 2 de março de 2017      | T13.20306        | 1.09                |
| 7            | 7            | "Chapter Seven: In a Lonely Place" "(Capítulo Sete: Em um Lugar Solitário)" (BR)                           | Allison Anders     | Aaron Allen                           | 9 de março de 2017      | T13.20307        | 1.03                |
| 8            | 8            | "Chapter Eight: The Outsiders" "(Capítulo Oito: Os Estranhos)" (BR)                                        | David Katzenberg   | Julia Cohen                           | 30 de março de 2017     | T13.20308        | 0.99                |
| 9            | 9            | "Chapter Nine: La Grande Illusion" "(Capítulo Nove: La Grande Illusion)" (BR)                              | Lee Rose           | James DeWille                         | 6 de abril de 2017      | T13.20309        | 0.91                |
| 10           | 10           | "Chapter Ten: The Lost Weekend" "(Capítulo Dez: O Fim de Semana Perdido)" (BR)                             | Dawn Wilkinson     | Britta Lundin & Brian E. Paterson     | 13 de abril de 2017     | T13.20310        | 0.87                |
| 11           | 11           | "Chapter Eleven: To Riverdale and Back Again" "(Capítulo Onze: Para Riverdale e de Volta Novamente)" (BR)  | Kevin Sullivan     | Roberto Aguirre-Sacasa                | 27 de abril de 2017     | T13.20311        | 0.89                |
| 12           | 12           | "Chapter Twelve: Anatomy of a Murder" "(Capítulo Doze: Anatomia de um Assassinato)" (BR)                   | Rob Seidenglanz    | Michael Grassi                        | 4 de maio de 2017       | T13.20312        | 0.98                |
| 13           | 13           | "Chapter Thirteen: The Sweet Hereafter" "(Capítulo Treze: O Doce Futuro)" (BR)                             | Lee Toland Krieger | Roberto Aguirre-Sacasa                | 11 de maio de 2017      | T13.20313        | 0.96                |

### 2.ª temporada (2017–2018)
| N.º na série | N.º na temp. | Título | Dirigido por      | Escrito por                              | Exibição original      | Cód. de produção | Audiência (milhões) |
| ------------ | ------------ | --- | ----------------- | ---------------------------------------- | ---------------------- | ---------------- | ------------------- |
| 14           | 1            | "Chapter Fourteen: A Kiss Before Dying" "(Capítulo Quatorze: Um Beijo Antes de Morrer)" (BR)                    | Rob Seidenglanz   | Roberto Aguirre-Sacasa                   | 11 de outubro de 2017  | T13.20801        | 2.34                |
| 15           | 2            | "Chapter Fifteen: Nighthawks" "(Capítulo Quinze: Falcões Noturnos)" (BR)                                        | Allison Anders    | Michael Grassi                           | 18 de outubro de 2017  | T13.20802        | 1.76                |
| 16           | 3            | "Chapter Sixteen: The Watcher in the Woods" "(Capítulo Dezesseis: O Observador da Floresta)" (BR)               | Kevin Sullivan    | Ross Maxwell                             | 25 de outubro de 2017  | T13.20803        | 1.62                |
| 17           | 4            | "Chapter Seventeen: The Town That Dreaded Sundown" "(Capítulo Dezessete: A Cidade Que Temia o Pôr-do-Sol)" (BR) | Jason Stone       | Amanda Lasher                            | 1 de novembro de 2017  | T13.20804        | 1.51                |
| 18           | 5            | "Chapter Eighteen: When a Stranger Calls" "(Capítulo Dezoito: Quando um Estranho Liga)" (BR)                    | Ellen Pressman    | Aaron Allen                              | 8 de novembro de 2017  | T13.20805        | 1.47                |
| 19           | 6            | "Chapter Nineteen: Death Proof" "(Capítulo Dezenove: Prova de Morte)" (BR)                                      | Maggie Kiley      | Tessa Leigh Williams & Arabella Anderson | 15 de novembro de 2017 | T13.20806        | 1.43                |
| 20           | 7            | "Chapter Twenty: Tales from the Darkside" "(Capítulo Vinte: Contos do Lado Obscuro)" (BR)                       | Dawn Wilkinson    | James DeWille                            | 29 de novembro de 2017 | T13.20807        | 1.45                |
| 21           | 8            | "Chapter Twenty-One: House of the Devil" "(Capítulo Vinte e Um: A Casa do Diabo)" (BR)                          | Kevin Sullivan    | Yolonda Lawrence                         | 6 de dezembro de 2017  | T13.20808        | 1.48                |
| 22           | 9            | "Chapter Twenty-Two: Silent Night, Deadly Night" "(Capítulo Vinte e Dois: Noite Silenciosa, Noite Mortal)" (BR) | Rob Seidenglanz   | Shepard Boucher                          | 13 de dezembro de 2017 | T13.20809        | 1.43                |
| 23           | 10           | "Chapter Twenty-Three: The Blackboard Jungle" "(Capítulo Vinte e Três: A Selva do Quadro-Negro)" (BR)           | Tim Hunter        | Britta Lundin & Brian E. Paterson        | 17 de janeiro de 2018  | T13.20810        | 1.44                |
| 24           | 11           | "Chapter Twenty-Four: The Wrestler" "(Capítulo Vinte e Quatro: O Lutador)" (BR)                                 | Gregg Araki       | Greg Murray & Devon Turner               | 24 de janeiro de 2018  | T13.20811        | 1.39                |
| 25           | 12           | "Chapter Twenty-Five: The Wicked and the Divine" "(Capítulo Vinte e Cinco: O Malvado e o Divino)" (BR)          | Rachel Talalay    | Roberto Aguirre-Sacasa                   | 31 de janeiro de 2018  | T13.20812        | 1.34                |
| 26           | 13           | "Chapter Twenty-Six: The Tell-Tale Heart" "(Capítulo Vinte e Seis: O Coração Revelador)" (BR)                   | Julie Plec        | Michael Grassi                           | 7 de fevereiro de 2018 | T13.20813        | 1.28                |
| 27           | 14           | "Chapter Twenty-Seven: The Hills Have Eyes" "(Capítulo Vinte e Sete: As Colinas Têm Olhos)" (BR)                | David Katzenberg  | Ross Maxwell                             | 7 de março de 2018     | T13.20814        | 1.26                |
| 28           | 15           | "Chapter Twenty-Eight: There Will Be Blood" "(Capítulo Vinte e Oito: Haverá Sangue)" (BR)                       | Mark Piznarski    | Aaron Allen                              | 14 de março de 2018    | T13.20815        | 1.19                |
| 29           | 16           | "Chapter Twenty-Nine: Primary Colors" "(Capítulo Vinte e Nove: Cores Primárias)" (BR)                           | Sherwin Shilati   | James DeWille                            | 21 de março de 2018    | T13.20816        | 1.16                |
| 30           | 17           | "Chapter Thirty: The Noose Tightens" "(Capítulo Trinta: O Nó Fica Apertado)" (BR)                               | Alexis Ostrander  | Britta Lundin & Brian E. Paterson        | 28 de março de 2018    | T13.20817        | 0.96                |
| 31           | 18           | "Chapter Thirty-One: A Night to Remember" "(Capítulo Trinta e Um: Uma Noite para Recordar)" (BR)                | Jason Stone       | Arabella Anderson & Tessa Leigh Williams | 18 de abril de 2018    | T13.20818        | 1.10                |
| 32           | 19           | "Chapter Thirty-Two: Prisoners" "(Capítulo Trinta e Dois: Prisioneiros)" (BR)                                   | Jennifer Phang    | Cristine Chambers                        | 25 de abril de 2018    | T13.20819        | 1.17                |
| 33           | 20           | "Chapter Thirty-Three: Shadow of a Doubt" "(Capítulo Trinta e Três: Sombra de Dúvida)" (BR)                     | Gregory Smith     | Yolanda E. Lawrence                      | 2 de maio de 2018      | T13.20820        | 1.11                |
| 34           | 21           | "Chapter Thirty-Four: Judgment Night" "(Capítulo Trinta e Quatro: A Noite do Julgamento)" (BR)                  | Cherie Nowlan     | Shepard Boucher                          | 9 de maio de 2018      | T13.20821        | 1.00                |
| 35           | 22           | "Chapter Thirty-Five: Brave New World" "(Capítulo Trinta e Cinco: Admirável Mundo Novo)" (BR)                   | Steven A. Adelson | Roberto Aguirre-Sacasa                   | 16 de maio de 2018     | T13.20822        | 1.28                |

### 3.ª temporada (2018–2019)
| N.º na série | N.º na temp. | Título | Dirigido por       | Escrito por                             | Exibição original       | Cód. de produção | Audiência (milhões) |
| ------------ | ------------ | --- | ------------------ | --------------------------------------- | ----------------------- | ---------------- | ------------------- |
| 36           | 1            | "Chapter Thirty-Six: Labor Day" "(Capítulo Trinta e Seis: Dia do Trabalho)" (BR)                                                | Kevin Sullivan     | Roberto Aguirre-Sacasa                  | 10 de outubro de 2018   | T13.21251        | 1.50                |
| 37           | 2            | "Chapter Thirty-Seven: Fortune and Men's Eyes" "(Capítulo Trinta e Sete: Fortuna e Olhos Masculinos)" (BR)                      | Jeff Woolnough     | Michael Grassi                          | 17 de outubro de 2018   | T13.21252        | 1.28                |
| 38           | 3            | "Chapter Thirty-Eight: As Above, So Below" "(Capítulo Trinta e Oito: Assim na Terra Como no Céu)" (BR)                          | Jeff Hunt          | Aaron Allen                             | 24 de outubro de 2018   | T13.21253        | 1.40                |
| 39           | 4            | "Chapter Thirty-Nine: The Midnight Club" "(Capítulo Trinta e Nove: O Clube da Meia Noite)" (BR)                                 | Dawn Wilkinson     | Tessa Leigh Williams                    | 7 de novembro de 2018   | T13.21254        | 1.37                |
| 40           | 5            | "Chapter Forty: The Great Escape" "(Capítulo Quarenta: A Grande Fuga)" (BR)                                                     | Pam Romanowsky     | Greg Murray & Ace Hasan                 | 14 de novembro de 2018  | T13.21255        | 1.25                |
| 41           | 6            | "Chapter Forty-One: Manhunter" "(Capítulo Quarenta e Um: O Caçador)" (BR)                                                       | Rachel Talalay     | Cristine Chambers                       | 28 de novembro de 2018  | T13.21256        | 1.27                |
| 42           | 7            | "Chapter Forty-Two: The Man in Black" "(Capítulo Quarenta e Dois: O Homem de Preto)" (BR)                                       | Alex Pillai        | Janine Salinas Schoenberg               | 5 de dezembro de 2018   | T13.21257        | 1.09                |
| 43           | 8            | "Chapter Forty-Three: Outbreak" "(Capítulo Quarenta e Três: O Surto)" (BR)                                                      | John Kretchmer     | James DeWille                           | 12 de dezembro de 2018  | T13.21258        | 1.20                |
| 44           | 9            | "Chapter Forty-Four: No Exit" "(Capítulo Quarenta e Quatro: Sem Saída)" (BR)                                                    | Jeff Hunt          | Arabella Anderson                       | 16 de janeiro de 2019   | T13.21259        | 1.32                |
| 45           | 10           | "Chapter Forty-Five: The Stranger" "(Capítulo Quarenta e Cinco: O Estranho)" (BR)                                               | Maggie Kiley       | Brian E. Paterson                       | 23 de janeiro de 2019   | T13.21260        | 1.12                |
| 46           | 11           | "Chapter Forty-Six: The Red Dahlia" "(Capítulo Quarenta e Seis: A Dália Vermelha)" (BR)                                         | Greg Smith         | Devon Turner & Will Ewing               | 30 de janeiro de 2019   | T13.21261        | 1.26                |
| 47           | 12           | "Chapter Forty-Seven: Bizarrodale" "(Capítulo Quarenta e Sete: Bizarrodale)" (BR)                                               | Harry Jierjian     | Britta Lundin                           | 6 de fevereiro de 2019  | T13.21262        | 0.96                |
| 48           | 13           | "Chapter Forty-Eight: Requiem for a Welterweight" "(Capítulo Quarenta e Oito: Réquiem para um Peso-Médio)" (BR)                 | Tawnia McKiernan   | Michael Grassi                          | 27 de fevereiro de 2019 | T13.21263        | 0.86                |
| 49           | 14           | "Chapter Forty-Nine: Fire Walk with Me" "(Capítulo Quarenta e Nove: Que o Fogo Ande Comigo)" (BR)                               | Marisol Adler      | Aaron Allen                             | 6 de março de 2019      | T13.21264        | 0.92                |
| 50           | 15           | "Chapter Fifty: American Dreams" "(Capítulo Cinquenta: Sonhos Americanos)" (BR)                                                 | Gabriel Correa     | Roberto Aguirre-Sacasa                  | 13 de março de 2019     | T13.21265        | 0.95                |
| 51           | 16           | "Chapter Fifty-One: Big Fun" "(Capítulo Cinquenta e Um: Uma Grande Diversão)" (BR)                                              | Maggie Kiley       | Tessa Leigh Williams                    | 20 de março de 2019     | T13.21266        | 0.81                |
| 52           | 17           | "Chapter Fifty-Two: The Master" "(Capítulo Cinquenta e Dois: O Mestre)" (BR)                                                    | Pamela Romanowsky  | Greg Murray & Ace Hasan                 | 27 de março de 2019     | T13.21267        | 0.81                |
| 53           | 18           | "Chapter Fifty-Three: Jawbreaker" "(Capítulo Cinquenta e Três: Quebra-Queixo)" (BR)                                             | Gabriel Correa     | Brian E. Paterson & Arabella Anderson   | 17 de abril de 2019     | T13.21268        | 0.80                |
| 54           | 19           | "Chapter Fifty-Four: Fear the Reaper" "(Capítulo Cinquenta e Quatro: Tema o Ceifador)" (BR)                                     | Alexandra La Roche | Janine Salinas Schoenberg & Will Ewing  | 24 de abril de 2019     | T13.21269        | 0.71                |
| 55           | 20           | "Chapter Fifty-Five: Prom Night" "(Capítulo Cinquenta e Cinco: A Noite do Baile)" (BR)                                          | David Katzenberg   | Britta Lundin & Devon Turner            | 1 de maio de 2019       | T13.21270        | 0.70                |
| 56           | 21           | "Chapter Fifty-Six: The Dark Secret of Harvest House" "(Capítulo Cinquenta e Seis: O Segredo Sombrio da Casa da Colheita)" (BR) | Rob Seidenglanz    | Cristine Chambers & James DeWille       | 8 de maio de 2019       | T13.21271        | 0.74                |
| 57           | 22           | "Chapter Fifty-Seven: Survive the Night" "(Capítulo Cinquenta e Sete: Sobreviva à Noite)" (BR)                                  | Rachel Talalay     | Roberto Aguirre-Sacasa & Michael Grassi | 15 de maio de 2019      | T13.21272        | 0.86                |

### 4.ª temporada (2019–2020)
| N.º na série | N.º na temp. | Título | Dirigido por      | Escrito por                        | Exibição original       | Cód. de produção | Audiência (milhões) |
| ------------ | ------------ | --- | ----------------- | ---------------------------------- | ----------------------- | ---------------- | ------------------- |
| 58           | 1            | "Chapter Fifty-Eight: In Memoriam" "(Capítulo Cinquenta e Oito: Em Memória)"                                   | Gabriel Correa    | Roberto Aguirre-Sacasa             | 9 de outubro de 2019    | T13.21851        | 1.14                |
| 59           | 2            | "Chapter Fifty-Nine: Fast Times at Riverdale High" "(Capítulo Cinquenta e Nove: Picardias Estudantis)"         | Pamela Romanowsky | Michael Grassi & Will Ewing        | 16 de outubro de 2019   | T13.21852        | 0.80                |
| 60           | 3            | "Chapter Sixty: Dog Day Afternoon" "(Capítulo Sessenta: Um Dia de Cão)"                                        | Greg Smith        | Ace Hasan & Greg Murray            | 23 de outubro de 2019   | T13.21853        | 0,87                |
| 61           | 4            | "Chapter Sixty-One: Halloween" "(Capítulo Sessenta e Um: Dia das Bruxas)"                                      | Erin Feeley       | Janine Salinas Schoenberg          | 30 de outubro de 2019   | T13.21854        | 0,74                |
| 62           | 5            | "Chapter Sixty-Two: Witness for the Prosecution" "(Capítulo Sessenta e Dois: Testemunha de Acusação)"          | Harry Jierjian    | Devon Turner                       | 6 de novembro de 2019   | T13.21855        | 0.76                |
| 63           | 6            | "Chapter Sixty-Three: Hereditary" "(Capítulo Sessenta e Três: Hereditário)"                                    | Gabriel Correa    | James DeWille                      | 13 de novembro de 2019  | T13.21856        | 0.82                |
| 64           | 7            | "Chapter Sixty-Four: The Ice Storm" "(Capítulo Sessenta e Quatro: A Tempestade de Gelo)"                       | Alex Pillai       | Arabella Anderson                  | 20 de novembro de 2019  | T13.21857        | 0.74                |
| 65           | 8            | "Chapter Sixty-Five: In Treatment" "(Capítulo Sessenta e Cinco: Em Terapia)"                                   | Michael Goi       | Roberto Aguirre-Sacasa             | 4 de dezembro de 2019   | T13.21858        | 0.69                |
| 66           | 9            | "Chapter Sixty-Six: Tangerine" "(Capítulo Sessenta e Seis: Tangerina)"                                         | Gabriel Correa    | Roberto Aguirre-Sacasa             | 11 de dezembro de 2019  | T13.21859        | 0,73                |
| 67           | 10           | "Chapter Sixty-Seven: Varsity Blues" "(Capítulo Sessenta e Sete: Marcação Cerrada)"                            | Roxanne Benjamin  | Aaron Allen                        | 22 de janeiro de 2020   | T13.21860        | 0.79                |
| 68           | 11           | "Chapter Sixty-Eight: Quiz Show" "(Capítulo Sessenta e Oito: Show de Perguntas)"                               | Chell Stephen     | Ted Sullivan                       | 29 de janeiro de 2020   | T13.21861        | 0.73                |
| 69           | 12           | "Chapter Sixty-Nine: Men of Honor" "(Capítulo Sessenta e Nove: Homens de Honra)"                               | Catriona McKenzie | Ariana Jackson                     | 5 de fevereiro de 2020  | T13.21862        | 0.65                |
| 70           | 13           | "Chapter Seventy: The Ides of March" "(Capítulo Setenta: Os Idos de Março)"                                    | Claudia Yarmy     | Chrissy Maroon & Evan Kyle         | 12 de fevereiro de 2020 | T13.21863        | 0.65                |
| 71           | 14           | "Chapter Seventy-One: How to Get Away with Murder" "(Capítulo Setenta e Um: Como se Livrar de um Assassinato)" | James DeWille     | Arabella Anderson                  | 26 de fevereiro de 2020 | T13.21864        | 0.67                |
| 72           | 15           | "Chapter Seventy-Two: To Die For" "(Capítulo Setenta e Dois: Pacto de Sangue)"                                 | Shannon Kohli     | Roberto Aguirre-Sacasa             | 4 de março de 2020      | T13.21865        | 0.66                |
| 73           | 16           | "Chapter Seventy-Three: The Locked Room" "(Capítulo Setenta e Três: A Sala Trancada)"                          | Tessa Blake       | Aaron Allen                        | 11 de março de 2020     | T13.21866        | 0.66                |
| 74           | 17           | "Chapter Seventy-Four: Wicked Little Town" "(Capítulo Setenta e Quatro: Cidadezinha Perversa)"                 | Antonio Negret    | Tessa Leigh Williams               | 15 de abril de 2020     | T13.21867        | 0.54                |
| 75           | 18           | "Chapter Seventy-Five: Lynchian" "(Capítulo Setenta e Cinco: Lynchian)"                                        | Steven A. Adelson | Ariana Jackson & Brian E. Paterson | 29 de abril de 2020     | T13.21868        | 0.66                |
| 76           | 19           | "Chapter Seventy-Six: Killing Mr. Honey" "(Capítulo Setenta e Seis: Matando o Sr. Honey)"                      | Mädchen Amick     | Ted Sullivan & James DeWille       | 6 de maio de 2020       | T13.21869        | 0.65                |

### 5.ª temporada (2021)
| N.º na série | N.º na temp. | Título                                                                                              | Dirigido por        | Escrito por                              | Exibição original       | Cód. de produção | Audiência (milhões) |
| ------------ | ------------ | --------------------------------------------------------------------------------------------------- | ------------------- | ---------------------------------------- | ----------------------- | ---------------- | ------------------- |
| 77           | 1            | "Chapter Seventy-Seven: Climax" "(Capítulo Setenta e Sete: Clímax)"                                 | Pamela Romanowsky   | Ace Hasan & Greg Murray                  | 20 de janeiro de 2021   | T13.22701        | 0.63                |
| 78           | 2            | "Chapter Seventy-Eight: The Preppy Murders" "(Capítulo Setenta e Oito: Assassinato em Riverdale)"   | Gabriel Correa      | Janine Salinas Schoenberg & Devon Turner | 27 de janeiro de 2021   | T13.22702        | 0.52                |
| 79           | 3            | "Chapter Seventy-Nine: Graduation" "(Capítulo Setenta e Nove: Formatura)"                           | Gabriel Correa      | Roberto Aguirre-Sacasa                   | 3 de fevereiro de 2021  | T13.22703        | 0.54                |
| 80           | 4            | "Chapter Eighty: Purgatorio" "(Capítulo Oitenta: Purgatório)"                                       | Steven A. Adelson   | Roberto Aguirre-Sacasa                   | 10 de fevereiro de 2021 | T13.22704        | 0.48                |
| 81           | 5            | "Chapter Eighty-One: The Homecoming" "(Capítulo Oitenta e Um: De Volta ao Lar)"                     | Steven A. Adelson   | Michael Grassi                           | 17 de fevereiro de 2021 | T13.22705        | 0.59                |
| 82           | 6            | "Chapter Eighty-Two: Back to School" "(Capítulo Oitenta e Dois: Volta às Aulas)"                    | Gabriel Correa      | Ariana Jackson                           | 24 de fevereiro de 2021 | T13.22706        | 0.60                |
| 83           | 7            | "Chapter Eighty-Three: Fire in the Sky" "(Capítulo Oitenta e Três: Fogo no Céu)"                    | Gabriel Correa      | Ted Sullivan                             | 10 de março de 2021     | T13.22707        | 0.52                |
| 84           | 8            | "Chapter Eighty-Four: Lock & Key" "(Capítulo Oitenta e Quatro: Lock & Key)"                         | Rachel Talalay      | Arabella Anderson                        | 17 de março de 2021     | T13.22708        | 0.45                |
| 85           | 9            | "Chapter Eight-Five: Destroyer" "(Capítulo Oitenta e Cinco: O Peso do Passado)"                     | Rob Seidenglanz     | Ace Hasan                                | 24 de março de 2021     | T13.22709        | 0.46                |
| 86           | 10           | "Chapter Eighty-Six: The Pincushion Man" "(Capítulo Oitenta e Seis: O Homem Alfinete)"              | Gabriel Correa      | Chrissy Maroon                           | 31 de março de 2021     | T13.22710        | 0.49                |
| 87           | 11           | "Chapter Eighty-Seven: Strange Bedfellows" "(Capítulo Oitenta e Sete: Estranhas Parcerias)"         | Tessa Blake         | Aaron Allen                              | 11 de agosto de 2021    | T13.22711        | 0.38                |
| 88           | 12           | "Chapter Eighty-Eight: Citizen Lodge" "(Capítulo Oitenta e Oito: Cidadão Lodge)"                    | James DeWille       | Brian E. Paterson                        | 18 de agosto de 2021    | T13.22712        | 0.47                |
| 89           | 13           | "Chapter Eighty-Nine: Reservoir Dogs" "(Capítulo Oitenta e Nove: O Cachorro do Pelotão)"            | Gabriel Correa      | Evan Kyle                                | 25 de agosto de 2021    | T13.22713        | 0.47                |
| 90           | 14           | "Chapter Ninety: The Night Gallery" "(Capítulo Noventa: Galeria do Terror)"                         | Mädchen Amick       | James DeWille                            | 1 de setembro de 2021   | T13.22714        | 0.36                |
| 91           | 15           | "Chapter Ninety-One: The Return of the Pussycats" "(Capítulo Noventa e Um: O Retorno das Gatinhas)" | Robin Givens        | Ariana Jackson & Evan Kyle               | 8 de setembro de 2021   | T13.22715        | 0.39                |
| 92           | 16           | "Chapter Ninety-Two: Band of Brothers" "(Capítulo Noventa e Dois: Irmãos de Guerra)"                | Robin Givens        | Janine Salinas Schoenberg                | 15 de setembro de 2021  | T13.22716        | 0.45                |
| 93           | 17           | "Chapter Ninety-Three: Dance of Death" "(Capítulo Noventa e Três: A Dança da Morte)"                | Nathalie Boltt      | Devon Turner                             | 22 de setembro de 2021  | T13.22717        | 0.35                |
| 94           | 18           | "Chapter Ninety-Four: Next to Normal" "(Capítulo Noventa e Quatro: Próximo da Normalidade)"         | Ronald Paul Richard | Tessa Leigh Williams                     | 29 de setembro de 2021  | T13.22718        | 0.25                |
| 95           | 19           | "Chapter Ninety-Five: Riverdale: RIP (?)" "(Capítulo Noventa e Cinco: O Fim de Riverdale (?))"      | Gabriel Correa      | Roberto Aguirre-Sacasa & Greg Murray     | 6 de outubro de 2021    | T13.22719        | 0.36                |

### 6.ª temporada (2021–2022)
| Parte 1: Rivervale |    | |                     |                                               |                        |           |      |
| 96 | 1  | "Chapter Ninety-Six: Welcome to Rivervale" "(Capítulo Noventa e Seis: Bem-vindo a Rivervale)"                        | Gabriel Correa      | Roberto Aguirre-Sacasa                        | 16 de novembro de 2021 | T13.23301 | 0.33 |
| Na cidade de Rivervale, um novo dia amanhece, com tudo parecendo estar como deveria. No entanto, as atividades de Cheryl em Thornhill logo se tornaram um incômodo para o resto da cidade, incluindo Archie, que está tentando plantar um novo bosque de bordo após sua secessão. Cheryl ajuda Toni e Fangs a curar as cólicas do bebê Anthony e Veronica e Reggie a encontrar o ritmo em seu novo relacionamento. Jughead e Tabitha vão morar juntos e Archie e Betty discutem ter filhos. Cheryl convida toda a cidade para um festival de bordo, onde Archie e Betty são coroados rei e rainha. Archie recebe uma torta por ganhar e a come com Betty de noite. Mais tarde naquela noite, Archie é chamado para ir aos bosques de bordo por Kevin, que lhe diz que um grupo de pessoas está com a Betty. Ao chegar, Archie encontra grande parte da cidade reunida e preparada para fazer um sacrifício. Betty revela que ela está grávida e que Archie seria sacrificado. Verônica o golpeia com uma pedra e o afixam em um poste, onde Cheryl retira seu coração, matando-o. |    | |                     |                                               |                        |           |      |
| 97 | 2  | "Chapter Ninety-Seven: Ghost Stories" "(Capítulo Noventa e Sete: Histórias de Fantasmas)"                            | Gabriel Correa      | Janine Salinas Schoenberg                     | 23 de novembro de 2021 | T13.23302 | 0.34 |
| Em Thornhill, Cheryl e Nana Rose celebram o renascimento das árvores de bordo. Eles são interrompidos por Juniper, que estava sendo afogada na banheira por uma entidade, mais tarde confirmada como La Llorona. Betty e Toni investigam a presença de La Llorona em toda a cidade depois de ambas terem se encontrado com ela. A gravidez de Betty é interrompida após seu encontro, e Toni descobre que eles estão mirando em seu bebê. A dupla percebe mais tarde que La Llorona foi convocada por Darla, que ficou irritada com o fato de Toni ter matado seu filho. Em troca da vida de seu filho, Toni troca lugares com a entidade e pede que Betty cuide de seu filho. Enquanto isso, Jughead e Tabitha lutam com o dia-a-dia de seu relacionamento, temendo que estejam se tornando réplicas do casal que morreu tragicamente em seu apartamento anos atrás. Em outro lugar, Veronica luta para confiar em Reggie depois de saber que ele ainda está conectado com um fantasma de seu passado. Eles recuperam a confiança um no outro depois que Veronica descobre a natureza de seu relacionamento em seu passado e do falecimento do pai de Reggie. |    | |                     |                                               |                        |           |      |
| 98 | 3  | "Chapter Ninety-Eight: Mr. Cypher" "(Capítulo Noventa e Oito: Sr. Cypher)"                                           | Jeff Woolnough      | Greg Murray                                   | 30 de novembro de 2021 | T13.23303 | 0.26 |
| O diabo, referindo-se a si mesmo como Sr. Cypher, chega a Rivervale, e ataca Pop's depois que Pop Tate sofre um ataque cardíaco na lanchonete. Enquanto está na cidade, ele visita Veronica e Reggie na inauguração de seu novo cassino, que Alice examina profundamente. Veronica oferece a ele a alma de Nick St. Clair depois de saber que Reggie prometeu ao Sr. Cypher sua alma. No entanto, após reivindicar a alma de Nick St. Clair, o Sr. Cypher permanece insatisfeito e convence Veronica a dar-lhe a alma de Alice. Veronica quase fecha o negócio, mas aproveita a semente plantada em sua própria ideia de vender a alma de Reggie, que prova ser bem-sucedida depois que ele a traí. Enquanto isso, Kevin e Jughead fazem acordos com o diabo e Tabitha e Pop afastam o Sr. Cypher do restaurante com as lágrimas da Virgem Maria. Em outro lugar, Betty descobre que o Assassino do Saco de Lixo foi capturado e o mantém no escritório de campo do FBI em Rivervale. No entanto, quando Betty liga para Glen, ela percebe que o Assassino do Saco de Lixo não foi realmente colocado sob custódia e que Betty está lidando com algo muito mais sinistro - o diabo disfarçado. Betty descobre que o Sr. Cypher está se comunicando com ela, depois de forçá-la a ver a escuridão de sua família quando ela consegue se comunicar com Polly e Hal no inferno. Betty fica frustrada e esfaqueia o "Assassino do Saco de Lixo" até a morte, percebendo que Glen está por trás da máscara, e que ela agora está sob a influência do Sr. Cypher. Betty esconde o corpo de Glen embaixo da casa dos Cooper. |    | |                     |                                               |                        |           |      |
| 99 | 4  | "Chapter Ninety-Nine: The Witching Hour(s)" "(Capítulo Noventa e Nove: A Hora das Bruxas)"                           | James DeWille       | Arabella Anderson                             | 7 de dezembro de 2021  | T13.23304 | 0.27 |
| Em preparação para o cometa de Bailey vir para Riverdale, Cheryl reconta os contos das mulheres Blossom enquanto ela cuidava de Nana Rose. Cheryl conta a história de Abigail Blossom, sua ancestral, que em 1892 conheceu Thomasina Topaz, uma mulher por quem se apaixonou. Elas são recebidas em Thornhill por Fen Fogarty, contando-lhes que o irmão de Abigail, James, morreu em batalha e que era seu último desejo que Abigail se casasse com Fen. No entanto, as mulheres descobrem que Fen matou James e elaboram um plano para matá-lo. Abigail mata Fen com um machado depois que ele a amaldiçoa para a solidão eterna quando o cometa de Bailey passa. Thomasina foi assassinada antes do encontro. Cheryl também conta a história de Poppy Blossom, que era conhecida por ajudar as mulheres enfermas de Rivervale com seu jeito único. Poppy ajuda sua amiga Bitsy Smith com seu relacionamento abusivo com o marido Jack, e os dois desenvolvem um parentesco. No entanto, Jack dá a ela a ideia de que Poppy tem más intenções e é responsável por mandá-la para a prisão. Poppy passa nove meses sem ver Bitsy, onde Bitsy pede sua ajuda para dar à luz seu bebê na noite do Cometa de Bailey. Poppy dá veneno a Bitsy para dar a Jack quando ela acha certo, e Poppy é então enviada para Thornhill, onde ela passa o resto de seus dias. Em Rivervale, Sabrina Spellman visita Thornhill para ajudar Cheryl com uma transferência de almas. Depois que o feitiço é concluído sob o cometa, é revelado que Poppy e Cheryl seguravam a alma de Abigail, e que ela era necessária para seguir em frente para a vida após a morte. A transferência da alma de Abigail deveria ser completada em uma noite de significado cósmico, e foi dada a um corpo moribundo, que era Nana Rose. Cheryl vive com a alma de Nana Rose, e Abigail e Thomasina se reencontram na vida após a morte. Esse episódio é um crossover com Chilling Adventures of Sabrina. |    | |                     |                                               |                        |           |      |
| 100 | 5  | "Chapter One Hundred: The Jughead Paradox" "(Capítulo Cem: O Paradoxo de Jughead)"                                   | Gabriel Correa      | Roberto Aguirre-Sacasa                        | 14 de dezembro de 2021 | T13.23305 | 0.29 |
| Quando o novo ano escolar começa, Jughead fica nervoso com os eventos que ocorrem em Rivervale depois que ele vê Ben e Dilton vivos e descobre que Archie e Betty vão se casar. Ele também descobre que o Dr. Curdle Jr. encontrou seu corpo na periferia da cidade, estrangulado, onde Jughead percebe que há um paralelo de Rivervale chamado Riverdale. Jughead percebe que ele possui cem gibis que contam a história dele e de sua gangue. Após o capítulo noventa e cinco, ele descobre que o nome dos quadrinhos muda de Riverdale para Rivervale devido à explosão da bomba na casa de Archie. Outro Reggie chega em Rivervale e Jughead percebe que Jason Blossom está vivo. Na escola, Cheryl revela que Jason foi sequestrado pelo Gorro Negro, que acaba sendo Clifford Blossom. Alice e Hal brindam a Betty e Archie no Pop's durante o jantar de ensaio e Toni revela que Cheryl foi estrangulada até a morte. Veronica volta para casa e encontra os dois Reggies mortos. Ethel diz a Jughead que eles devem recriar os momentos que levaram à separação dos universos para encerrar a existência de Rivervale, ou todos morrerão em ambos os universos. Jughead quer poupar Archie e Betty a qualquer custo, então decide recriar os acontecimentos da noite com Veronica, porque os dois se opõem a Archie e Betty. Veronica concorda, mas enquanto Jughead espera por ela na casa de Archie, Archie revela que a estrangulou, afirmando que matou todos em Rivervale, porque eles voltaram à vida, e ele quer que Fred volte para o casamento. Assim como Archie estrangula Jughead até a morte, Betty fatalmente atira nele e concorda em recriar os eventos com Jughead. No entanto, a contraparte Jughead morto chega e diz a eles que eles não precisam recriar os momentos, e sim que Jughead precisa ser selado no bunker, e o outro Jughead precisa estar presente para a explosão da bomba em ordem para o universo para ser verdadeiramente salvo. O show corta de volta para a verdadeira Riverdale e continua com Archie e Betty como eles foram vistos pela última vez, onde Betty recebe um telefonema estranho dizendo a ela para sair de casa antes que a bomba exploda, mas seu destino não é visto. Jughead está escrevendo em seu escritório enquanto a bomba explode, criando um barulho ensurdecedor e quebrando as janelas. |    | |                     |                                               |                        |           |      |
| Parte 2 |    | |                     |                                               |                        |           |      |
| 101 | 6  | "Chapter One Hundred and One: Unbelievable" "(Capítulo Cento e Um: Inacreditável)"                                   | James DeWille       | James DeWille                                 | 20 de março de 2022    | T13.23306 | 0.23 |
| Alice está preocupada com Betty após a explosão na casa do Archie e a leva para o hospital. Enquanto está lá, ela percebe uma energia ruim irradiando de um enfermeiro e descobre que ele era um viciado em drogas que cortou a garganta de uma enfermeira. Archie e Betty depois o confrontam. Jughead luta com sua audição após a explosão, e um médico confirma que ele tem surdez parcial em ambos os ouvidos. Os gárgulas são confrontados por Fangs e Toni, e confirmam que a explosão foi por ordem de Hiram. Veronica conspira para matar Hiram. O pai de Reggie tem um ataque cardíaco e, vendo sua tristeza, ela tenta ligar para o acerto, mas era tarde demais. Archie ataca os Gárgulas depois que ele descobre que a explosão lhe permitiu adquirir maior força. Cheryl tenta reverter a maldição de Abigail, mas percebe que ela possuiu o corpo de Britta. Nana Rose e Cheryl realizam um exorcismo, mas Nana Rose tem o espírito de Abigail direcionado ao corpo de Cheryl para um lar permanente. Enquanto trabalhava no caso de Hiram, Glen agrediu sexualmente Betty e ela o demitiu. Glen é visto mais tarde em seu carro e TBK coloca um saco de lixo sobre sua cabeça, sufocando-o. |    | |                     |                                               |                        |           |      |
| 102 | 7  | "Chapter One Hundred and Two: Death At a Funeral" "(Capítulo Cento e Dois: Morte no Funeral)"                        | Tara Dafoe          | Ted Sullivan                                  | 27 de março de 2022    | T13.23307 | 0.21 |
| Hermione chega em Riverdale, sabendo que Veronica foi responsável pela morte de Hiram. Archie é presenteado com paládio encontrado no local por um de seus trabalhadores. Com o paládio mais tarde em sua posse, Archie cai pelas tábuas no segundo andar e se machuca, desafiando suas expectativas de ser indestrutível. Enquanto isso, Betty e seu grupo caçam TBK depois de saber que Glen está sendo mantido em cativeiro por ele. Betty é atendida no escritório uma noite por TBK, que ameaça a vida de Archie. Ela fica preocupada por não poder ver sua aura ameaçadora. Archie e Betty percebem que paládio e TBK são seus respectivos "kryptonita" para seus novos "superpoderes". O mesmo trabalhador da construção civil, vestido como TBK, mais tarde mantém Archie em cativeiro no sótão, e Bingo o ataca, fazendo com que ele caia na parede. Nana Rose conspira com o espírito de Abigail para ajudar os Blossoms a recuperar Riverdale, mas Abigail se distrai com Toni, que se parece com Thomasina. Nana Rose critica a distração de Abigail com Toni e depois é banida por Abigail. Tabitha ajuda Jughead a aceitar sua surdez, apresentando-o a outro escritor surdo. Betty decide deixar Riverdale para atrair TBK para o FBI de uma vez por todas. Enquanto escreve, Jughead ouve os pensamentos de Tabitha e percebe que sua surdez pode ser um disfarce para sua capacidade de ler mentes. |    | |                     |                                               |                        |           |      |
| 103 | 8  | "Chapter One Hundred and Three: The Town" "(Capítulo Cento e Três: A Cidade)"                                        | Rob Seidenglanz     | Brian E. Paterson                             | 3 de abril de 2022     | T13.23308 | 0.18 |
| Percival escreve um artigo detestando Riverdale, o que irrita Archie. Durante uma reunião na prefeitura, Percival sugere que a população sem-teto de Riverdale seja removida, mas Archie rebate seus pensamentos com um plano para construir moradias para os sem-teto em Sketch Alley e busca fundos de Toni e Tabitha. Enquanto trabalhava no projeto, Kevin é atacado por Doc com um martelo. Veronica e Reggie lutam com a aprovação da cidade de Babylonium, pois Alice acredita que não é ideal ter o nome da Loja associado ao rebranding da cidade. Assim como Veronica e Reggie estão elaborando um plano para ter o conselho do seu lado, eles descobrem que um homem se enforcou em seu cassino e descobrem que Percival sussurrou algo para o homem antes de ser enforcado. Britta tenta atrair o espírito de Abigail para fora do corpo de Cheryl entrando na paisagem onírica de Abigail, que encontra Cheryl atormentada por uma invenção de Penelope. Britta reformula a percepção de Cheryl para que ela saiba que está em uma paisagem de sonho e que Abigail a possuiu. Jughead se encontra com Percival e descobre que ele tem a capacidade de controlar mentes, enquanto ouve seus pensamentos. Betty visita Archie, revelando que ela perdeu o rastro de TBK. Archie avisa Betty que Percival está controlando as mentes das pessoas da cidade. Percival é visto olhando para um conselho de cidadãos de Riverdale em seu escritório com um sorriso no rosto. |    | |                     |                                               |                        |           |      |
| 104 | 9  | "Chapter One Hundred and Four: The Serpent Queen's Gambit" "(Capítulo Cento e Quatro: O Gambito da Rainha Serpente)" | Antonio Negret      | Danielle Iman                                 | 10 de abril de 2022    | T13.23309 | 0.22 |
| Hermione chega em Riverdale, sabendo que Veronica foi responsável pela morte de Hiram. Archie é presenteado com paládio encontrado no local por um de seus trabalhadores. Com o paládio mais tarde em sua posse, Archie cai pelas tábuas no segundo andar e se machuca, desafiando suas expectativas de ser indestrutível. Em outro lugar, Betty e sua equipe caçam TBK depois de saber que Glen está sendo mantido em cativeiro por ele. Betty é atendida no escritório uma noite por TBK, que ameaça a vida de Archie. Ela fica preocupada por não poder ver sua aura ameaçadora. Archie e Betty percebem que paládio e TBK são seus respectivos "kryptonita" para seus novos "superpoderes". O mesmo trabalhador da construção civil, vestido como TBK, mais tarde mantém Archie em cativeiro no sótão, e Bingo o ataca, fazendo com que ele caia na parede. Nana Rose conspira com o espírito de Abigail para ajudar os Blossoms a recuperar Riverdale, mas Abigail se distrai com Toni, que se parece com Thomasina. Nana Rose critica a distração de Abigail com Toni e depois é banida por Abigail. Tabitha ajuda Jughead a aceitar sua surdez, apresentando-o a outro escritor surdo. Betty decide deixar Riverdale para atrair TBK para o FBI de uma vez por todas. Enquanto escreve, Jughead ouve os pensamentos de Tabitha e percebe que sua surdez pode ser um disfarce para sua capacidade de ler mentes. |    | |                     |                                               |                        |           |      |
| 105 | 10 | "Chapter One Hundred and Five: Folk Heroes" "(Capítulo Cento e Cinco: Herói Nacional)"                               | Gabriel Correa      | Devon Turner                                  | 17 de abril de 2022    | T13.23310 | 0.23 |
| 106 | 11 | "Chapter One Hundred and Six: Angels in America" "(Capítulo Cento e Seis: Anjos na América)"                         | Claudia Yarmy       | Evan Kyle                                     | 24 de abril de 2022    | T13.23311 | 0.21 |
| 107 | 12 | "Chapter One Hundred and Seven: In the Fog" "(Capítulo Cento e Sete: O Nevoeiro)"                                    | Jeff Woolnough      | Chrissy Maroon                                | 1 de maio de 2022      | T13.23312 | 0.16 |
| 108 | 13 | "Chapter One Hundred and Eight: Ex-Libris" "(Capítulo Cento e Oito: Ex-Líbris)"                                      | Ruba Nadda          | Aaron Allen                                   | 8 de maio de 2022      | T13.23313 | 0.19 |
| 109 | 14 | "Chapter One Hundred and Nine: Venomous" "(Capítulo Cento e Nove: Venenosa)"                                         | Lisa Soper          | Tessa Leigh Williams                          | 15 de maio de 2022     | T13.23314 | 0.20 |
| 110 | 15 | "Chapter One Hundred and Ten: Things That Go Bump in the Night" "(Capítulo Cento e Dez: Criaturas Que Saem à Noite)" | Gabriel Correa      | Gigi Swift & Ryan Terrebonne                  | 22 de maio de 2022     | T13.23315 | 0.21 |
| 111 | 16 | "Chapter One Hundred and Eleven: Blue Collar" "(Capítulo Cento e Onze: Colarinho Azul)"                              | Tara Dafoe          | James DeWille & Arabella Anderson             | 29 de maio de 2022     | T13.23316 | 0.17 |
| 112 | 17 | "Chapter One Hundred and Twelve: American Psychos" "(Capítulo Cento e Doze: Psicopatas Americanos)"                  | Gabriel Correa      | Tessa Leigh Williams & Greg Murray            | 12 de junho de 2022    | T13.23317 | 0.24 |
| 113 | 18 | "Chapter One Hundred and Thirteen: Biblical" "(Capítulo Cento e Treze: Bíblico)"                                     | Ronald Paul Richard | Janine Salinas Schoenberg & Brian E. Paterson | 26 de junho de 2022    | T13.23318 | 0.29 |
| 114 | 19 | "Chapter One Hundred and Fourteen: The Witches of Riverdale" "(Capítulo Cento e Quatorze: As Bruxas de Riverdale)"   | Alex Pillai         | Roberto Aguirre-Sacasa & Chrissy Maroon       | 10 de julho de 2022    | T13.23319 | 0.22 |
| Esse episódio é um crossover com Chilling Adventures of Sabrina. |    | |                     |                                               |                        |           |      |
| 115 | 20 | "Chapter One Hundred and Fifteen: Return to Rivervale" "(Capítulo Cento e Quinze: De Volta a Rivervale)"             | Anna Kerrigan       | Ted Sullivan & Devon Turner                   | 17 de julho de 2022    | T13.23320 | 0.26 |
| 116 | 21 | "Chapter One Hundred and Sixteen: The Stand" "(Capítulo Cento e Dezesseis: A Redenção)"                              | Cierra Glaude       | Danielle Iman & Evan Kyle                     | 24 de julho de 2022    | T13.23321 | 0.23 |
| 117 | 22 | "Chapter One Hundred and Seventeen: Night of the Comet" "(Capítulo Cento e Dezessete: A Noite do Cometa)"            | Gabriel Correa      | Roberto Aguirre-Sacasa & Aaron Allen          | 31 de julho de 2022    | T13.23322 | ASD  |